# Chilpik Dakhma
Chilpik Dakhma, également appelée Tchilpik ou Chilpyk, est une ancienne tour du silence située dans le Karakalpakstan, en Ouzbékistan.
Ce monument circulaire, construit en brique crue sur une colline dominant le désert et la rivière Amou-Daria, est l'un des plus anciens témoins des rites funéraires zoroastriens en Asie centrale.

## Histoire
La tour aurait été édifiée autour du Ier siècle av. J.-C. ou apr. J.-C., bien que certaines études suggèrent une origine antérieure. Selon des fouilles soviétiques menées dans les années 1940, Chilpik aurait connu des reconstructions jusqu'au IXe siècle. Elle servait de lieu rituel pour exposer les corps des défunts à l'air libre, conformément à la tradition zoroastrienne visant à préserver la pureté des éléments naturels.

## Architecture
Le site présente une base circulaire d'environ 65 mètres de diamètre, culminant à plus de 30 mètres au-dessus du niveau du désert. Le monument est partiellement en ruine, mais toujours reconnaissable grâce à ses escaliers en spirale et ses murs en brique crue.

## Fonction religieuse
Selon les enseignements du zoroastrisme, les cadavres sont considérés comme impurs et ne doivent pas souiller les éléments sacrés. Les dakhmas comme Chilpik permettaient une décomposition naturelle, suivie de la collecte des ossements dans des ossuaires.

## Situation actuelle
Chilpik est un site archéologique accessible aux chercheurs et aux visiteurs. Il figure sur les armoiries du Karakalpakstan et est parfois associé aux festivités du Nowruz. Son caractère spirituel et son cadre désertique attirent touristes et passionnés d'histoire.